# Mali Vlaj
Mali Vlaj é uma vila localizada no município de Struga, na República da Macedônia do Norte.